# Dennevy
Dennevy är en kommun i departementet Saône-et-Loire i regionen Bourgogne-Franche-Comté i östra Frankrike. Kommunen ligger i kantonen Chagny som tillhör arrondissementet Chalon-sur-Saône. År 2022 hade Dennevy 299 invånare.

## Befolkningsutveckling
Antalet invånare i kommunen Dennevy
| Referens: INSEE |